# Naja (film)
Naja è un film del 1997 diretto da Angelo Longoni.
Il soggetto è tratto dall'omonimo lavoro teatrale del regista.

## Trama
In una calda domenica d'estate, cinque fanti di leva vengono consegnati in caserma per un episodio di vandalismo a danno dei bagni della camerata dove i cinque alloggiano. A peggiorare la già disperata situazione si aggiungono altre problematiche inerenti al peggio dei caratteri che saltano fuori da ognuno di loro, in particolare modo Franco, un fante anziano di servizio che renderà assai dura la sopravvivenza morale di quella domenica.